# Vuosaari
Vuosaari (schwed. Nordsjö, deutsch Sundinsel) ist ein Stadtteil im Osten der finnischen Hauptstadt Helsinki. Neben den als Vuosaari im engeren Sinn bezeichneten Gebieten umfasst er unter anderem die Gebiete Rastila, Meri-Rastila, Kallahti und Aurinkolahti. Die Grenzen des Stadtteils (finn. kaupunginosa) sowie des gleichnamigen Stadtbezirks (peruspiiri) sind deckungsgleich. Erst im Jahr 1966 in die Stadt eingegliedert, ist Vuosaari in relativ kurzer Zeit zum sowohl flächen- als auch einwohnermäßig größten Stadtteil Helsinkis angewachsen.
Vor seiner Eingemeindung war das Gebiet – abgesehen von einigen Ferienhäusern und Landgütern (Nordsjön kartano, Rastilan kartano) – nahezu gänzlich unbebauter Wald. Die ältesten, in den 1960er-Jahren entstandenen Gebiete von Vuosaari (meist „altes Vuosaari“, auch „Mittel-Vuosaari“ oder „Nord-Vuosaari“ genannt) sind typische Repräsentanten der damaligen finnischen Vorortarchitektur: einzelne, im Wald verstreute Plattenbauten, die ein möglichst „naturnahes“ Wohnen ermöglichen sollen. Die neueren Gebiete von Vuosaari (etwa Kallahti und Aurinkolahti, oft auch zusammenfassend als „Zentrum von Vuosaari“ bezeichnet) sind dagegen wesentlich dichter bebaut und haben ein nahezu „urbanes“ Flair. Vor allem in Aurinkolahti setzt sich die Bautätigkeit auch heute unvermindert rege fort. Der dort im Herbst 2006 fertiggestellte Cirrus-Turm war mit einer Höhe von 86 m bis 2018 das höchste Wohnhaus in Finnland, als das im Bau befindliche Wohnhochhaus „Majakka“ (deutsch Leuchtturm) am alten Fischereihafen Helsinkis das 28. Geschoss erreichte. An der östlichen Küste von Vuosaari wurde 2008 ein neuer Frachthafen fertiggestellt, der die älteren Frachthäfen Helsinkis (Jätkäsaari, Sompasaari) ersetzt hat und zum bedeutendsten Frachthafen Finnlands aufgestiegen ist.
Seit der Fertigstellung der Metroverbindung im Jahr 1998 besitzt der Stadtteil über die Stationen Rastila und Vuosaari eine ausgezeichnete Verkehrsanbindung an die Innenstadt von Helsinki. Als Stärken von Vuosaari gelten des Weiteren die – für Vorortverhältnisse – recht guten Einkaufsmöglichkeiten (Einkaufszentrum Columbus) sowie vor allem die beliebten Grüngebiete an der Meeresküste, insbesondere die Naturschutzgebiete Uutela, Kallahdenniemi und Mustavuori. Viele Einwohner, vor allem im „alten Vuosaari“, beklagen jedoch die kontinuierliche Bautätigkeit und fürchten, Vuosaari verliere endgültig seine bisherige Nähe zur Natur.
Der Ausländeranteil ist in Vuosaari für finnische Verhältnisse recht hoch: 7,7 % der Einwohner haben eine ausländische Staatsbürgerschaft, 11,6 % sind im Ausland geboren (2005).

## Trivia
Vuosaari ist auch Dreh- und Handlungsort des gleichnamigen finnischen Spielfilms (dt.: Liebe auf Finnisch, OmU). Der preisgekrönte Episodenfilm schildert das Leben ganz unterschiedlicher Menschen in und um Vuosaari und vermittelt ein beeindruckendes Bild der modernen finnischen Gesellschaft zwischen Einsamkeit und der Hoffnung auf ein besseres Leben. Die Architektur und städtebauliche Struktur Vuosaaris spielen im Film eine nicht unbedeutende Rolle.

## Bilder von Vuosaari

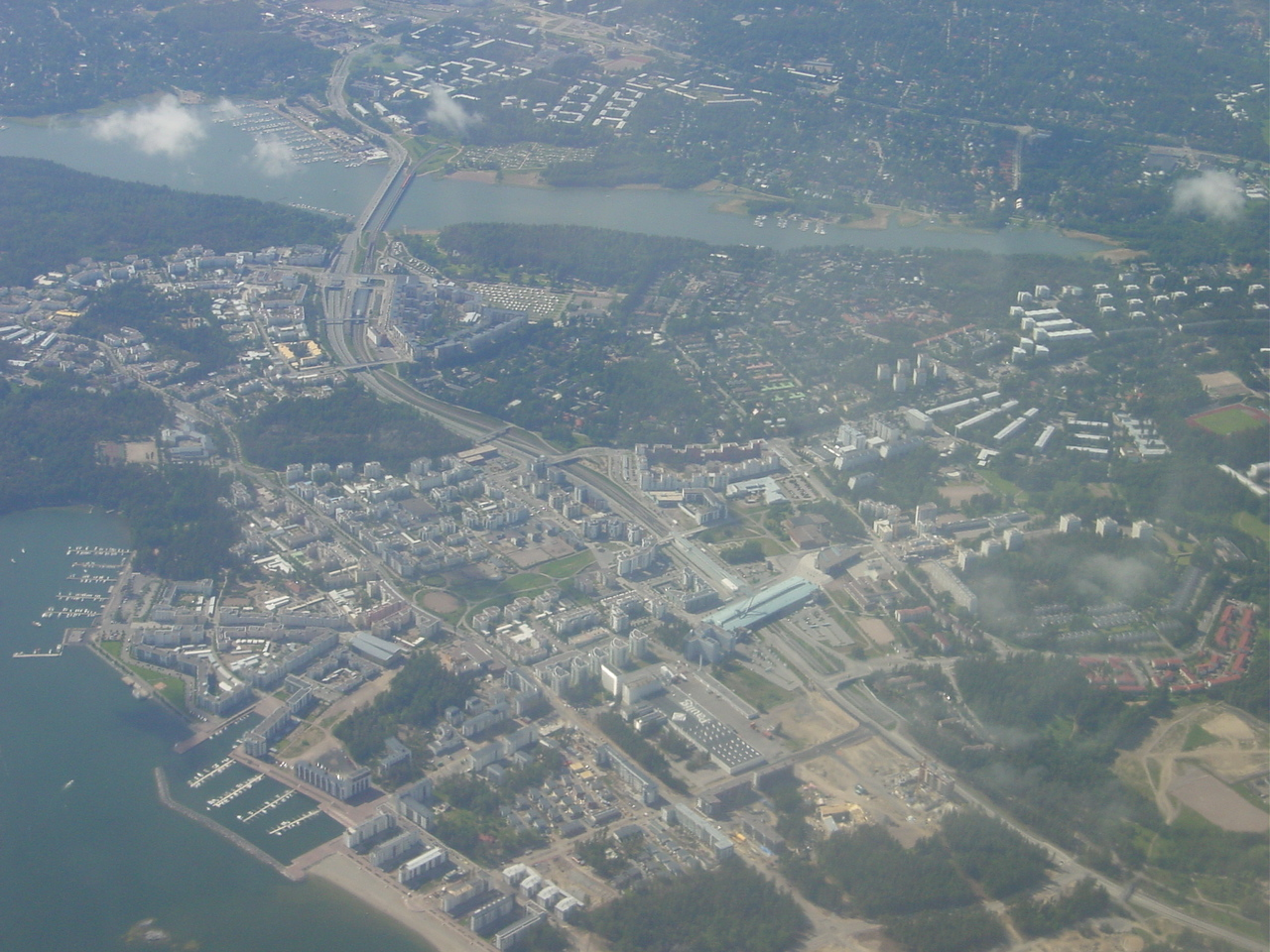
Teilansicht von Vuosaari, mit dem Zentrum im Vordergrund (2004). Ein großer Teil der Wald- und Freiflächen am unteren Bildrand ist mittlerweile bebaut.
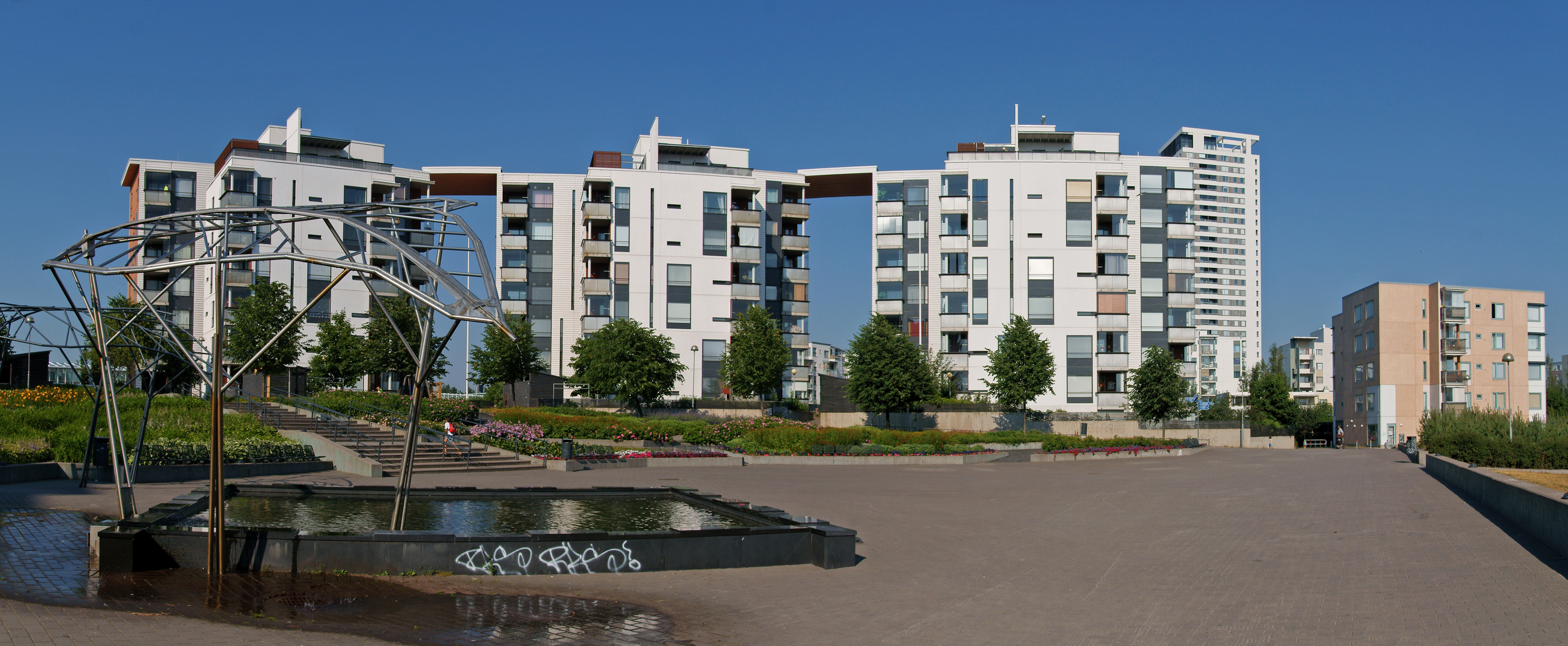
Wohnhäuser im Zentrum von Vuosaari (2004)
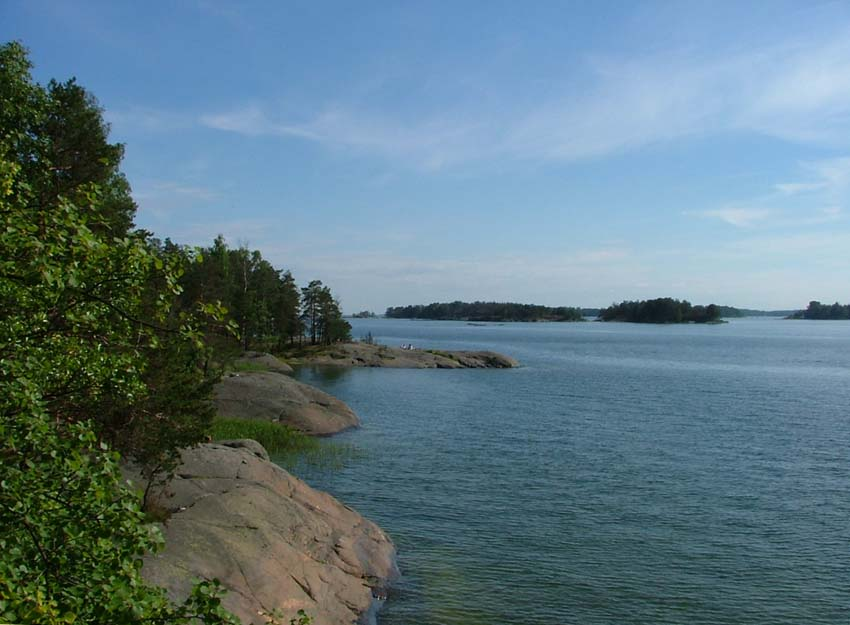
Das Naturschutzgebiet Uutela (2004)
Vuosaari Frachthafen